# برایان گرینوی
برایان گرینوی (انگلیسی: Brian Greenaway؛ زادهٔ ۲۶ سپتامبر ۱۹۵۷) بازیکن فوتبال اهل بریتانیا است.
از باشگاه‌هایی که در آن بازی کرده‌است می‌توان به باشگاه فوتبال ویلدستون اشاره کرد.